# مدينة جدة الاقتصادية
مدينة جدة الاقتصادية أو (مدينة المملكة سابقاً)، هو مشروع مساحته 5,202,570 م 2 (56,000,000 قدم مربع) (2 ميل مربع) تمت الموافقة عليه للبناء في جدة، المملكة العربية السعودية. المشروع هو أحد مشاريع شركة المملكة القابضة، التي يمتلكها الأمير الوليد بن طلال. يشمل المشروع مدينة جدة الاقتصادية تطويرًا تجاريًا وسكنيًا بما في ذلك المنازل والفنادق والمكاتب.
محور التنمية في مدينة جدة الاقتصادية هو برج جدة، الذي من المقرر أن يكون أطول مبنى في العالم عند اكتماله. تقدر تكلفة المشروع بأكمله بـ 20 مليار دولار (75 مليار ريال سعودي). سيمر المشروع بثلاثة مراحل سيتم بناء برج جدة في المرحلة الأولى، وسيتم إنشاء البنية التحتية للمشروع في المرحلة الثانية، وستكون المرحلة الثالثة هي الأرباح.
اجتذبت أنشطة التخطيط لبرج مدينة جدة الاقتصادية اهتماماً عالمياً. وستزيد مساحته السطحية على 500,000 متر مربّع مكوّنة من فندق فور سيزونز، وشقق فورسيزونز الفندقية، ومكاتب من الفئة أ، وشقق سكنية فاخرة. ولا توجد معلومات حتى الآن عن عدد طوابقه، لكن المهندسين المعماريين صرّحوا بأنه سيزيد 50 دوراً على برج خليفة في دبي الذي يتكوّن من 163 دوراً. وسيقدّم البرج أعلى سطح للمراقبة في العالم، كما تقرر افتتاحه في عام 2020 

## تفاصيل المدينة
تشتمل المدينة على البرج ووحدات سكنية، وفندق عالمي، ومكاتب تجارية، ومراكز تعليمية، ومنطقة دبلوماسية، ومراكز تجارية، ومرافق ترفيهية وسياحية، وأنشطة رياضات مائية، وتستفيد المدينة من التكنولوجيا الحديثة لترشيد استهلاك الطاقة، مثل الجدران الخارجية للبرج عالية الأداء التي تقلل استهلاك الطاقة بتخفيض الأحمال الحرارية.